# 수영 자유형 1500m 대한민국 기록 추이
수영 자유형 1500m 대한민국 기록 추이는 다음과 같다.

## 남자
| # | 시간         | 차이      | 선수   | 소속     | 날짜              | 대회명                                                 | 개최지                | 경기장                       | 주석 및 기타                  | 동영상 |
|   | 21분 37초 0  |           | 김봉조 | 오산중   | 1960. 08. 27      | 제32회 전국남녀학생수상경기대회                        | 대한민국 서울         |                              | 종전: 22분 18초 2 김광수      |        |
|   | 21분 19초 2  |           | 김봉조 | 오산중   | 1960. 09          |                                                        | 대한민국 서울         |                              | 종전                          |        |
|   | 20분 43초 0  |           | 김봉조 | 오산중   | 1961. 08. 14      | 제42회 전국 체육 대회                                  | 대한민국 서울         | 서울 운동장풀                | 36초 단축                     |        |
|   | 20분 34초 0  | - 초      | 김봉조 | 오산고   | 1962. 07. 05      | 수상공인기록획                                         | 대한민국 서울         | 서울운동장풀                 | 종전 20분 37초 8              |        |
|   | 18분 38초 7  |           | 조오련 | 양정고   | 1970. 07. 05      | 제16회 서울시 남녀 중고대학별 수영 대회                | 대한민국 서울         |                              | 종전 6년 전 김봉조 19.52.9    |        |
|   | 18분 36초 6  |           | 조오련 | 양정고   | 1970. 08. 01/02 ? | 제2회 해군 참모총장배 쟁탈 전국 남녀초중고교 수영 대회 | 대한민국 서울         | 서울운동장풀                 | 종전 18분 37초 7              |        |
|   | 18분 07초 2  | - 29.4초  | 조오련 | 양정고   | 1970. 09. 13      | 한국대표급수영공인기록회                               | 대한민국 서울         | 태릉 국제 수영장             | [ 6 ]                         |        |
|   | 18분 03초 9  | - 3.3초   | 조오련 | 양정고   | 1970. 10. 11      | 제51회 전국체육대회                                    | 대한민국 서울         | 태릉 국제 수영장             | [ 7 ]                         |        |
|   | 16분 54초 65 | - 초      | 박상천 | 서울체고 | 1983. 04. 23      | 제38회 전국 수영 대회                                  | 대한민국 서울         | 잠실 수영장                  | 종전기록 : 17분 07초 18       | [ 8 ]  |
|   | 16분 52초 21 | - 2.44초  | 박상천 | 서울체고 | 1984. 03. 26      | 제2회 아시아 수영 선수권 대회 참가 선수 최종 평가전    | 대한민국 서울         | 잠실 수영장                  | [ 9 ]                         |        |
|   | 16분 45초 90 | -         | 박상천 | 서울체고 | 1984. 05          | 제2회 아시아 수영 선수권 대회                          | 대한민국 서울         | 잠실 수영장                  |                               |        |
|   | 16분 45초 55 | - 00.35초 | 권상원 | 충남고   | 1986. 03. 01      | 대표 선수 기록 평가회                                  | 대한민국 서울         | 태릉훈련원                   | [ 10 ]                        |        |
|   | 16분 39초 12 | - 06.43초 | 권상원 | 충남고   | 1986. 05. 25      | 아시안게임 수영대표최종선발전                          | 대한민국 서울         | 태릉훈련원                   | [ 11 ]                        |        |
|   | 16분 19초 48 | - 19.64초 | 양욱   | 언북중   | 1987. 09. 11      | 제6회 대통령기 쟁탈 전국 수영 대회                     | 대한민국 대구         | 두류 수영장                  | [ 12 ]                        |        |
|   | 16분 13초 16 | - 06.32초 | 임철성 | 경기고   | 1989. 09. 26      | 제70회 전국 체육 대회                                  | 대한민국 안양         | 안양 실내 수영장             | [ 13 ]                        |        |
|   | 16분 09초 13 | - 04.03초 | 방승훈 | 신성고   | 1991. 06. 18      | 제19회 해군 참모총장배 전국 수영 대회                  | 대한민국 서울         | 잠실수영장                   | [ 14 ]                        |        |
|   | 16분 06초 50 | - 02.63초 | 방승훈 | 신성고   | 1991. 10. 10      | 제72회 전국 체육 대회                                  | 대한민국 전주         | 전주 실내 수영장             |                               |        |
|   | 15분 57초 40 | - 09.10초 | 방승훈 | 신성고   | 1992. 02. 25      | 91 아시아 수영 선수권 대회 파견 국가 대표 선발전       | 대한민국 부산         | 사직 실내 수영장             | [ 15 ]                        |        |
|   | 15분 51초 47 | - 05.93초 | 방승훈 | 신성고   | 1992. 04. 28      | 제3회 아시아 수영 선수권 대회                          | 일본 히로시마         | 히로시마 시 종합 실내 수영장 | 2위.                          |        |
|   | 15분 49초 63 | - 01.84초 | 방승훈 | 신성고   | 1992. 10. 13      | 제73회 전국 체육 대회 (남고부)                         | 대한민국 대구         | 두류 수영장                  | [ 17 ]                        |        |
|   | 15분 40초 40 | - 09.23초 | 방승훈 | 신성고   | 1993. 07. 07      | 93 MBC배 수영 대회                                     | 대한민국 부산         | 사직 실내 수영장             | [ 18 ]                        |        |
|   | 15분 31초 86 | - 08.54초 | 조성모 | 경기고   | 2000. 04. 02      | 제5회 아시아 수영 선수권 대회                          | 대한민국 부산         | 사직 실내 수영장             |                               |        |
|   | 15분 31초 44 | - 00.42초 | 한규철 | 삼진기업 | 2001. 03. 17      | 제1회 아레나 코리아 오픈 수영 선수권 대회              | 대한민국 제주         | 제주 실내 수영장             |                               |        |
|   | 15분 31초 09 | - 00.35초 | 한규철 | 삼진기업 | 2001. 05. 26      | 제2회 동아시아 경기 대회                               | 일본 오사카           |                              | 2위.                          |        |
|   | 15분 22초 92 | - 08초 17 | 조성모 | 해남고   | 2002. 07. 21      | 재닛 에번스 초청 대회                                  | 미국 로스앤젤레스     | 맥도날드 수영장              | [ 19 ]                        |        |
|   | 15분 12초 32 | - 10.60초 | 조성모 | 해남고   | 2002. 10. 04      | 제14회 아시안 게임                                     | 대한민국 부산         | 사직 실내 수영장             | 2위                           |        |
|   | 15분 00초 32 | - 12.00초 | 박태환 | 경기고   | 2005. 11. 02      | 제4회 동아시아 경기 대회                               | 중화인민공화국 마카오 | 마카오 올림픽 수영장         | 2위 .                         |        |
|   | 14분 55초 03 | - 05.29초 | 박태환 | 경기고   | 2006. 12. 07      | 제15회 아시안 게임                                     | 카타르 도하           | 하마드 수영장                | 1위. 아시아신 (동아시아 자신) |        |
|   | 14분 47초 38 | - 07.65초 | 박태환 | 단국대   | 2012. 02. 12      | 뉴사우스웨일스 주 오픈 선수권 대회                     | 오스트레일리아 시드니 | 시드니 국제 수영장           | 1위.                          |        |

## 여자
| # | 시간         | 차이     | 선수   | 소속       | 날짜         | 대회명                          | 장소          | 주석 및 기타     | 동영상            |
|   | 16분 56초 31 |          | 서연정 | 인천체고   | 2005. 11. 04 | 제4회 동아시아 경기 대회        | 중국 마카오   | 2005. 11. 04     |                   |
|   | 16분 55초 73 | - 0.58초 | 한나경 | 세현고     | 2011. 04. 26 | 제83회 동아 수영 대회           | 대한민국 울산 | 문수 실내 수영장 |                   |
|   | 16분 32초 65 |          | 한다경 | 전북체육회 | 2019. 05. 19 | 2019 수영 국가대표 2차 선발대회 | 대한민국 김천 | 김천실내수영장   | 종전 16분 33초 54 |

## 같이 보기
- 수영 자유형 1500m 세계 기록 추이